# Juan Margalef
Juan Margalef Bentabol (Madrid, 1988) es un matemático y físico español, ganador del certamen internacional de monólogos científicos FameLab en 2018.

## Trayectoria
Estudió las licenciaturas de Matemáticas y Física en la Universidad Complutense de Madrid (UCM). Trabaja como investigador postdoctoral en el Institute for Gravitation and the Cosmos de la Penn State University investigando sobre la geometrización de teorías físicas como la gravedad.
Entre 2015 y 2018, presidió la asociación La Facultad Invisible, una organización sin ánimo de lucro que tiene como objetivo la mejora del sistema educativo universitario español. En mayo de 2018, se sumó al manifiesto en pro del reconocimiento de la labor de divulgación de las matemáticas publicado en el encuentro fundacional de la Red de Divulgación Matemática.
Participó en marzo de 2019 en el Encuentro con la Ciencia: La investigación española en el siglo XXI, que organiza el Ministerio de Ciencia, Innovación y Universidades, y en el que se debate sobre el presente y el futuro de la ciencia en España.

## Reconocimientos
En septiembre de 2007, ganó el Primer Premio en el XX Certamen de Jóvenes Investigadores que otorga el Instituto de la Juventud (INJUVE), adscrito al Ministerio de Trabajo y Asuntos Sociales. En 2011, se hizo también con el  primer premio en el X Certamen Arquímedes impulsado por el Ministerio de Educación, con el objetivo es fomentar la labor investigadora y científica entre la población universitaria española.
En 2018, consiguió el máximo galardón en el certamen internacional de monólogos científicos FameLab, una iniciativa de la Fundación Española para la Ciencia y la Tecnología (FECYT) y el British Council, que tiene como objetivo promocionar la comunicación de la ciencia a la sociedad.